# Polyzonus tetraspilotus
Polyzonus tetraspilotus là một loài bọ cánh cứng trong họ Cerambycidae.